# Yannick Renier
Pour les articles homonymes, voir Renier.
Yannick Renier est un acteur belge né le 29 mars 1975 à Bruxelles. Il est le demi-frère aîné de Jérémie Renier.
Acteur de théâtre, il se fait connaître du grand public grâce au rôle d'Hugo dans la série Septième Ciel Belgique.

## Filmographie

### Cinéma
- 2001 : Un portrait de Philippe Murgier : Mathieu  (court métrage)
- 2002 : Une fille de joie d'Olivier van Malderghem : Hermann jeune  (court métrage)
- 2004 : Loin des yeux de Serge Mirzabekiantz :   (court métrage)
- 2006 : Nue Propriété de Joachim Lafosse : François
- 2007 : Miss Montigny de Miel Van Hoogenbemt : Paolo
- 2007 : Les Chansons d'amour de Christophe Honoré : Gwendal
- 2008 : Coupable de Lætitia Masson  : le frère de Lucien
- 2008 : Nés en 68 d'Olivier Ducastel et Jacques Martineau : Yves
- 2008 : Élève libre de Joachim Lafosse : Didier
- 2009 : Plein sud de Sébastien Lifshitz : Sam
- 2009 : Welcome de Philippe Lioret : Alain
- 2010 : Une petite zone de turbulences de Alfred Lot : Olivier
- 2010 : L'Arbre et la Forêt d'Olivier Ducastel et Jacques Martineau : Rémi
- 2010 : Pauline et François de Renaud Fély : François
- 2011 : Je n'ai rien oublié de Bruno Chiche : Philippe Senn
- 2011 : De bon matin de Jean-Marc Moutout : Fabrice Van Listeich
- 2011 : Toutes nos envies de Philippe Lioret : Christophe
- 2012 : À perdre la raison de Joachim Lafosse : le médecin radiologue
- 2015 : Les Châteaux de sable d'Olivier Jahan : Samuel
- 2015 : Les Chevaliers blancs de Joachim Lafosse : Chris Laurent
- 2016 : Tout de suite maintenant de Pascal Bonitzer : Van Stratten
- 2016 : L'Ami de Renaud Fély : Dominique
- 2017 : Patients de Grand Corps Malade et Mehdi Idir : François, le kinésithérapeute
- 2020 : Sol de [ézabel Marques : Romain
- 2021 : Fils de plouc de Lenny et Harpo Guit  : Anthony le flic
- 2021 : Space Boy d'Olivier Pairoux : Graham
- 2021 : Goliath de Frédéric Tellier : Zef
- 2022 : L'école est à nous d'Alexandre Castagnetti : père Emilie
- 2022 : La Maison d'Anissa Bonnefont : Stéphane
- 2023 : Un jour fille de Jean-Claude Monod : Jean Grandjean
- 2025 : Reflet dans un diamant mort d'Hélène Cattet et Bruno Forzani : John D.

### Télévision
- 2005 : Septième Ciel Belgique : Hugo Melotte
- 2010 : Contes et nouvelles du XIXe siècle : Un gentilhomme de Laurent Heynemann : Charles Varnat
- 2012 : Climats (ou Les Orages de la passion) de Caroline Huppert : Philippe Marcenat
- 2013 : Les Déferlantes d'Éléonore Faucher : Tristan
- 2014-2015 : Ainsi soient-ils, : Père Abel (saison 2 et 3)
- 2018 : Capitaine Marleau, : Vincent Duparc (épisode Ne plus mourir, jamais de Josée Dayan)
- 2020 : Claire Andrieux d'Olivier Jahan : Samuel
- 2021 : L’Opéra de Cécile Ducrocq et Benjamin Adam : Raphaël Verdussen

### Réalisation
- 2018 : Carnivores (coréalisé avec Jérémie Renier)

## Théâtre
- 2011-2012, 2014 : Mamma Medea de Tom Lanoye, Christophe Sermet (adaptation, mise en scène)[1],[2] : Jason
- 2016 : Vania ! d'Anton Tchekhov, Christophe Sermet (adaptation, mise en scène)[3] : le docteur Astrov
- 2017 : Les Enfants du soleil de Maxime Gorki, Christophe Sermet (adaptation, mise en scène)[4] :  le professeur Protassov

## Distinctions

### Prix
- Prix du Théâtre 1999 : meilleur espoir masculin
- Festival Jean-Carmet 2011 : meilleur second rôle masculin (Prix du jury) pour Toutes nos envies
- Festival du film de Sarlat 2016 : prix d'interprétation masculine pour Patients (prix collectif pour l'ensemble des acteurs du film)

### Nominations
- Magritte du cinéma 2011 : nomination au Magritte du meilleur acteur dans un second rôle pour Élève libre